# Дуюн Владислав Миколайович
Владислав Миколайович Дуюн (* 9 травня 1977, Ізмаїл, Одеська область) — український і російський футболіст. Грав, зокрема за «Металіст» (Харків), «Спартак» (Москва) і «Ростсільмаш» (Ростов-на-Дону). Чемпіон Росії 1996 у складі «Спартака».

## Кар'єра
Вихованець ДЮСШ (Ізмаїл).
Захисник і півзахисник, виступав за «Зірку НІБАС» (Кіровоград), «Металіст» (Харків), «Спартак» (Москва) і «Ростсільмаш» (Ростов-на-Дону). Згодом виступав за нижчолігові російські колективи: «Сокіл» (Саратов), «Витязь» (Подольськ), «Балтика» (Калінінград) і «Авангард» (Подольськ).

## Титули та досягнення
- Чемпіон Росії: 1996